# Джованні де Медічі (військовик)
Джованні де Медічі (*Giovanni de' Medici, 17 травня 1567 — 19 липня 1621) — тосканський військовик, дипломат, архітектор. Відомий як Дон Джованні.

## Життєпис
Походив з роду Медічі. Був позашлюбним сином Козімо I, великого герцога Тосканського, та його коханки Елеонори дель Альбіцці. Народився у 1567 році у Флоренції. Незабаром батько видав Елеонору за Бартоломео Панчатики, втім узаконив Джованні. Його виховання займалася зведена сестра Ізабелла. В подальшому виховувався під орудою гуманіста Баччо Брандіні та Остіліо Річчі. Виявив хист до математики, малювання, вільно володів латиною, івритом, французькою, іспанською, німецькою, англійською, давньогрецькою, арамейською мовами.
У 1579 році представляв велике герцогство, будучи номінальною головою посольства до Венеціанської республіки. У 1581 році Джованні було спрямовано до Генуї, щоб висловити повагу імператриці-удовиці Марії Іспанській.
У 1587 році розпочав військову кар'єру, вступивши на службу до Алессандро Фарнезе, штатгальтера іспанського короля в Іспанських Нідерландах. Брав участь у захопленні Брабанту, підкоренні Брюсселя.
У 1589 році отримав титул іспанського гранда. Того ж року вимушений був повернутися до Флоренції. У 1590—1591 роках представляв велике герцогство на конклавах у Римі під час обрання пап римських.
У 1594—1596 роках очолював тосканські війська, що брали участь у війні Рудольфа II, імператора Священної Римської імперії, проти Османської імперії. Звитяжив у битві при Д'єрі, захоплені міст Естергом і Вишеград. У 1596 році спільно з Фердинадом Штирійським (майбутнім імператором Фердинандом II) захопив місто Каніжа, за що отримав посаду генерала артилерії імперії.
У 1597 році очолив залогу замку Іф, відбивши напад загонів Католицької ліги на чолі із Карлом Гізом. У 1598 році стає нетитулованим грандом Іспанії. Водночас його зведений брат Фердинандо I, великий герцог Тосканський, призначив дона Джованні послом держави в королівстві Іспанія. На цій посаді перебував до 1600 року.
У 1601 році брав участь у новій війні проти Османської імперії. У 1602 році поступив на службу до іспанського короля Філіппа III. У складі війська брав участь в облозі Остенде у Фданжрії.
У 1602 році разом з Маттео Нігетті працював над проектуванням і зведенням капели Князів (Cappella dei Principi) для церкви Сан-Лоренцо у Флоренції. 1605 року звільнився з іспанського війська через недостатню зарплатню. У 1608 році поступив на службу до Венеціанської республіки, отримавши у 1610 році від дожа титул генерала війська.
У 1611 році за правління нового великого герцога Тосканського Козімо II повернувся до Флоренції, де займався створення міліції. Згодом відповідав за розбудову порту Ліворно. У 1612 році став патроном театральної трупи «Конфіденті».
У 1613 році владнав територіальні суперечки між Тосканою та Папською державою. У 1615 році оженився на своїй давній коханці Лівії Вернацца. У 1616 році очолив військо великого герцогства в ускокській війні проти Священної Римської імперії, Іспанії, Дубровницької республіки та піратів-ускоків. діяв в союз з Англією та Венеціанською республікою. діяв до 1617 року, сприявши знищенню баз ускоків.
З 1618 року мешкав у Венеції. У Падуї захворів на віспу. Помер на острові Мурано в липні 1621 року.

## Родина
Дружина — Лівія Вернацца
Діти:
- Джанфранческо (1619—1689)
- Марія (1621)